# Гуреєв Микола Михайлович
Микола Михайлович Гуреєв (нар. 30 листопада 1907, місто Самара Самарської губернії, тепер Російська Федерація — 15 травня 1978, Київ) — український радянський партійний і державний діяч. Депутат Верховної Ради УРСР 4—7-го скликань. Член ЦК КПУ в 1954—1960 роках. Кандидат у члени Президії ЦК КПУ в січні — червні 1956 року. Член Президії ЦК КПУ в червні 1956 — січні 1960 року. Кандидат у члени ЦК КПУ в 1960—1971 роках. Депутат Верховної Ради СРСР 4—5-го скликань. Кандидат у члени ЦК КПРС в 1956—1961 роках.

## Біографія
Народився в робітничій родині. У 1922 році з батьками переїхав на Україну, в місто Охтирку, де виховувався у дитячому містечку. У 1929 році закінчив Старо-Мерчицький сільськогосподарський технікум на Харківщині.
Трудову діяльність розпочав у 1929 році агрономом Колгоспспілки на Алтаї. До 1941 року працював агрономом, старшим агрономом у колгоспах та машинно-тракторних станціях (МТС) Актюбінської області Казахської РСР, Миколаївської та Одеської областей УРСР.
У 1941—1942 роках — служив у Червоній армії помічником командира роти саперного батальйону.
У 1942—1944 роках — старший агроном, директор машинно-тракторної станції у Ростовській та Омській областях РРФСР.
Член ВКП(б) з 1943 року.
У 1944—1945 роках — начальник виробничо-територіального управління Одеського обласного земельного відділу. У квітні 1945—1948 роках — начальник Одеського обласного земельного відділу (відділу сільського господарства).
У 1948 — квітні 1953 року — 1-й заступник голови виконавчого комітету Одеської обласної ради депутатів трудящих.
У 1950 році закінчив Одеський сільськогосподарський інститут.
У квітні 1953 — липні 1954 року — голова виконавчого комітету Одеської обласної ради депутатів трудящих.
9 червня 1954 — 28 червня 1955 року — заступник голови Ради Міністрів Української РСР. 28 червня 1955 — 17 квітня 1959 року — 1-й заступник голови Ради Міністрів Української РСР. 17 квітня 1959 — 7 січня 1960 року — заступник голови Ради Міністрів Української РСР.
6 січня 1960 — 19 січня 1963 року — голова виконавчого комітету Луганської обласної ради депутатів трудящих.
17 січня 1963 — грудень 1964 року — 1-й секретар Луганського сільського обласного комітету КПУ.
У грудні 1964 — 4 травня 1971 року — голова виконавчого комітету Луганської обласної ради депутатів трудящих.
З травня 1971 року — персональний пенсіонер союзного значення.

## Нагороди
- орден Леніна (29.11.1957)
- орден Жовтневої Революції
- три ордени Трудового Червоного Прапора (26.02.1958,)
- орден «Знак Пошани»
- медалі
- Почесна грамота Президії Верховної Ради Української РСР (29.11.1967)